# Жовта майка «Тур де Франс»

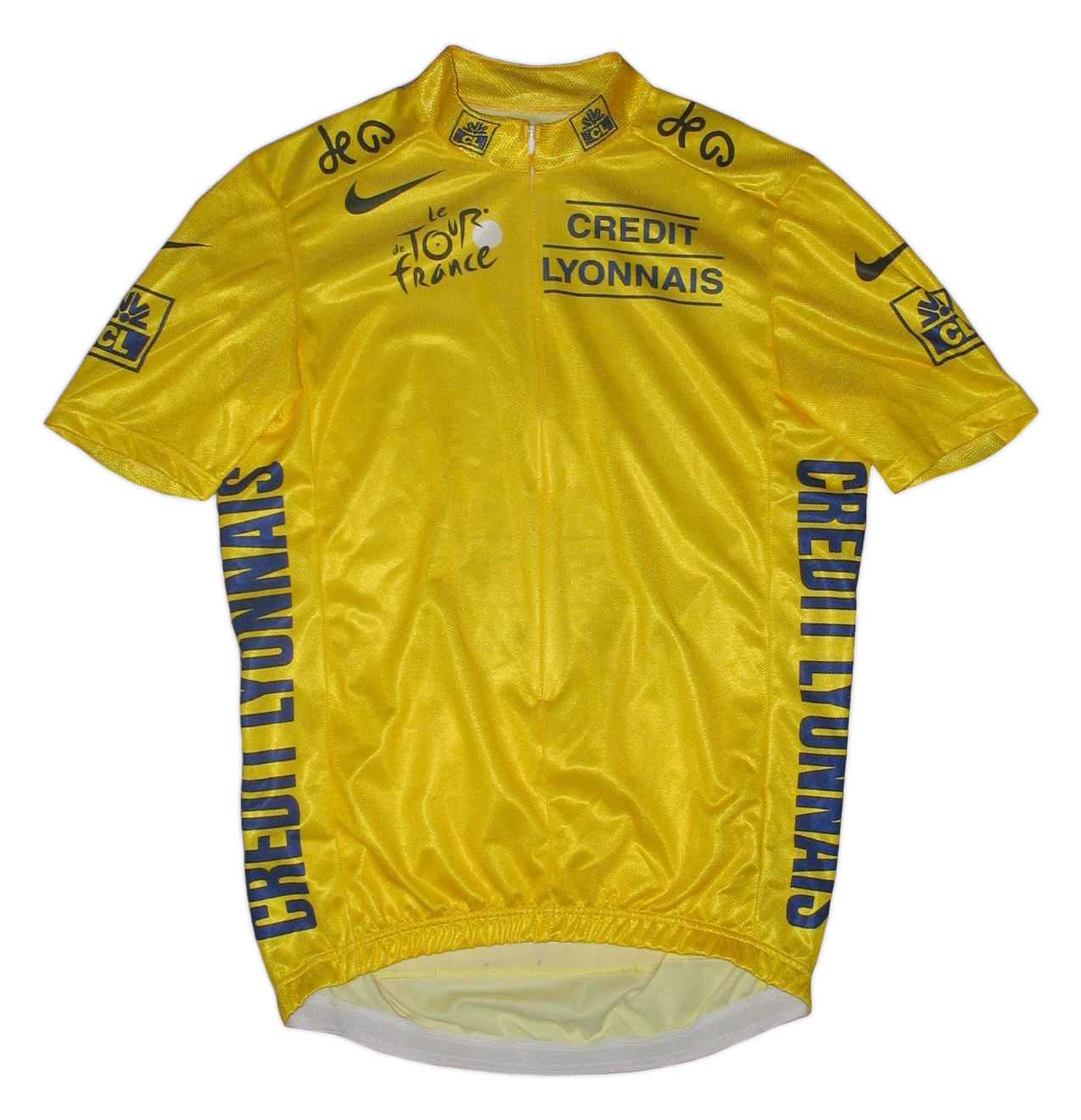
Жовта майка

Жовта майка — почесна майка, що вручається лідеру загального заліку найпрестижніших багатоденних велоперегонів Тур де Франс. Особливий колір майки дозволяє легко визначати місцезнаходження лідера перегонів на трасі під час етапу. Ідея виділення лідера особливим кольором майки була підхоплена організаторами інших багатоденних перегонів. Деякі з них зберегли традиційний жовтий колір майки, але дві інші найпрестижніші велобагатоденки використовують рожевий (Джиро д'Італія) та золотий (Вуельта) кольори. Зараз сталий вираз «жовта майка» став загальновживаним і позначає лідера будь-якого конкурсу чи змагання, або людину чи організацію, які є новаторами в деякій галузі.

## Що таке жовта майка
Жовта майка вручається після кожного етапу тому з гонщиків, сума результатів якого за всі попередні етапи є найменшою (після вирахування всіх бонусів і додавання всіх штрафів). За цією системою цілком можливо, що переможець всього Туру жодного разу не вдягне жовту майку до вручення її після останнього етапу (такі випадки траплялись у 1947 і 1968 роках). Грег Лемонд двічі майже повторив це у 1989 та 1990 роках — 1990 року він вперше вдяг майку після передостаннього етапу, а 1989 року він хоча і відібрав жовту майку у Лорена Фіньйона тільки на останньому етапі, він вдягав її на більш ранніх етапах.

## Історія
Вперше жовта майка з'явилась на Тур де Франс 1919 року. Жовтий колір було обрано через те, що газета-організатор Туру «L'Auto» (зараз — L'Équipe) виходила на сторінках жовтого кольору. Першим володарем майки був Юджин Крістоф, який носив її на етапі між Греноблем і Женевою на Турі 1919 року. Крістофу ідея жовтої майки не сподобалась, він навіть скаржився організаторам, що глядачі імітували канарок, коли він проїжджав повз них (популярним прізвиськом Крістофа було «Крі-Крі», що є французькою дитячою назвою канарки).
Після 1919 року лише два етапи за історію Туру стартували без жовтої майки. 1980 року володар жовтої майки Бернар Іно вирішив не виходити на старт чергового етапу, а 2007 року лідера загального заліку Мікаеля Расмусена попросили залишити тур у проміжку між етапами. Обидва рази жовту майку було вручено новому лідеру після фінішу цих етапів.

## Статистика
Найбільше з усіх гонщиків жовтою майкою володів п'ятикратний переможець Туру Едді Меркс, який носив її на 96 етапах. 7-кратний чемпіон Ленс Армстронг володів майкою 83 дні, а наступними в списку йдуть інші три п'ятикратні тріумфатори Туру Бернар Іно (75 днів), Мігель Індурайн (60) і Жак Анкетіль (50). Серед країн, найчастіше жовту майку носили гонщики з Франції (703 дні), Бельгії (422 дні) та Італії (171 день). З українських велогонщиків жовтою майкою володів тільки Сергій Гончар, який носив її три дні поспіль (з 7 по 9 етапи Туру 2006 року). Щодо володарів жовтої майки після останнього етапу Туру (тобто — переможців Тур де Франс), то французи перемагали 36 разів, бельгійці — 18, а на третьому місці знаходяться представники США — 11 перемог.
Найменші відриви між переможцем Тур де Франс та володарем другого місця у загальному заліку траплялись у 1989 (8 секунд між Грегом ЛеМондом та Лореном Фіньйоном), 2007 (23 секунди між Альберто Контадором та Кейделом Евансом) та 1968 (38 секунд між Яном Янсеном та Германом ван Спрінгелем) роках.